# Hypsugo alashanicus
Hypsugo alashanicus is een zoogdier uit de familie van de gladneuzen (Vespertilionidae). De wetenschappelijke naam van de soort werd voor het eerst geldig gepubliceerd door Bobrinskii in 1926.

## Voorkomen
De soort komt voor in China, Korea, Mongolië en Rusland.